# Parc national des Cévennes
Le parc national des Cévennes est un parc national français créé le 2 septembre 1970, couvrant la région naturelle des Cévennes et situé principalement dans les départements de la Lozère, du Gard et de l'Ardèche. Il s'étend donc sur deux régions : l'Occitanie et l'Auvergne-Rhône-Alpes. Son siège se trouve au château de Florac.
Le parc national des Cévennes présente plusieurs particularités qui le distinguent des autres parcs nationaux français : il est le seul à être situé en moyenne montagne et, avec le parc national de forêts, l'un des deux seuls de métropole dont le cœur est habité et exploité par des résidents permanents (agriculture et chasse).
Son coeur est classé comme aire protégée de catégorie II par la Commission mondiale des aires protégées de l'Union internationale pour la conservation de la nature.
Le parc est également reconnu réserve de biosphère par l'Unesco depuis 1985.

Le logo du parc.

## Géographie

### Situation et description générale

Carte du parc national des Cévennes, indiquant en rouge le cœur du parc (zone de protection) et en vert l'aire d'adhésion à la Charte.

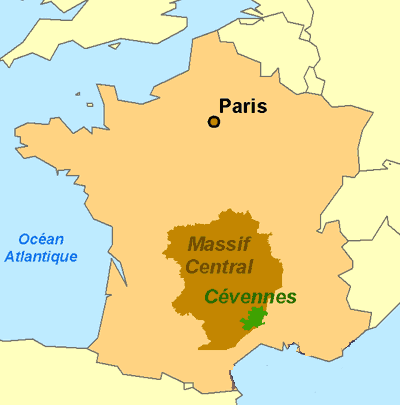
Les Cévennes sur la carte de France.

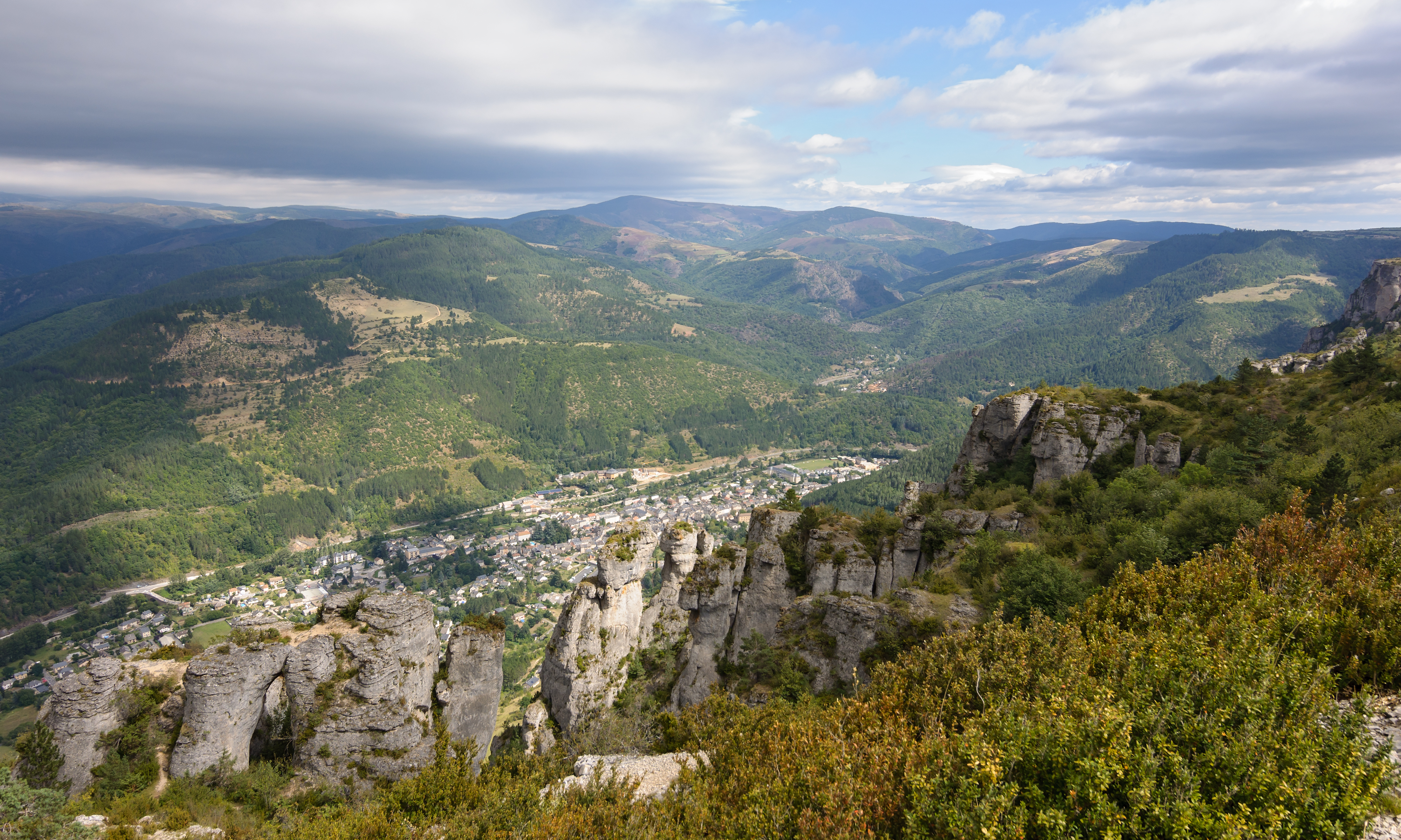
Panorama sur les Cévennes vues du causse Méjean : Florac et la vallée de la Mimente

Seul parc national français de moyenne montagne, le parc national des Cévennes se découpe en deux zones principales : le cœur et l'aire optimale d'adhésion. Il existe aussi une zone de transition.
Le parc national couvre 93 500 hectares et regroupe 152 communes. Il abrite de ce fait une population permanente significative : 71 000 habitants vivent sur ce territoire dont quelque 600 dans le cœur. Les habitants sont essentiellement des exploitants agricoles.
Le parc national s'étend à l'ouest sur les Grands Causses, vastes plateaux calcaires, à l'est sur les vallées cévenoles schisteuses, au nord sur le mont Lozère granitique. Les étages de végétation s'étalent de l'étage méso-méditerranéen sur toutes les gorges sud-ouest, jusqu'à l'étage subalpin au mont Lozère.

### Relief
Le parc national des Cévennes est un territoire de moyenne montagne formé de quatre entités géographiques distinctes : le massif de l’Aigoual, le causse Méjean avec les gorges du Tarn et de la Jonte, le mont Lozère et les vallées cévenoles.
L'altitude du parc varie de 117 m à Anduze jusqu'à 1 699 m au sommet de Finiels, point culminant du Parc au sein de la barre granitique du mont Lozère.
La montagne du Bougès granitique et schisteuse culmine à 1 421 m au signal du Bougès.
Le mont Aigoual comporte à son sommet le signal de l'Hort de Dieu ou Tourette de Cassini (1 565 m) qui porte l'observatoire météorologique dont le sommet de la tour culmine à 1 571 m.
Le pic de la Fageolle ou pic Ferrège (1 555 m) domine le versant sud-est.
Le massif de l'Aigoual comprend également les sommets du Lingas (1 445 m) et du St Guiral (1 366 m), le plateau de l'Espérou (1 415 m) et le col de Prat Peyrot (1 380 m). Le col de la Sereyrède (1 300 m) se situe sur la ligne de partage des eaux.
Entre le village de Valleraugue (cote 300-350 m) au fond de la vallée et le sommet, le dénivelé de 1 250 m est un des plus importants du Massif central.
Les gorges du Tarn au nord et de la Jonte au sud sont bordées de falaises dites "en traits de scie" plongeant en parois subverticales sur 500 à 600 m de profondeur.
Le rebord sud-est du Massif central présente des hauts plateaux calcaires, les Causses qui s'élèvent entre 700 et plus de 1 200 m d'altitude. Ces étendues aplanies sont découpées par les gorges profondes des rivières. Le causse Méjean est le plus haut, avec une altitude de 800 m à 1 247 m au mont Gargo.
Les pentes cévenoles schisteuses, raides et profondément modelées par une succession de serres et vallées étroites courent sur plus de 1 000 m de dénivelé des hauteurs lozériennes vers les garrigues languedociennes.
Au-dessus de 900 m d'altitude se situe la partie haute des pentes cévenoles le long d'une ligne séparant le Gard et la Lozère dans le massif des Monts de la Lozère avec un point culminant à 1506 m près du plateau de la Croix de l’Hermite et dans le massif de l’Aigoual au mont Aigoual à 1565 m. À moins de 900 m d'altitude, sous la limite de la zone du châtaignier, on trouve les paysages des basses Cévennes.

### Géologie
Les massifs cévenols sont constitués de roches variées :
- les roches du Paléozoïque constituant le socle ancien :
  - des schistes, sur lesquels poussent entre autres les châtaigniers, azoïques,
  - les terrains carbonifères isolés en bassins de faible extension (grès, psammites, quartzites) renfermant des charbons longtemps exploités,
  - les granites, plus résistants à l'érosion, constituent les sommets les plus élevés. Le mont Aigoual et le mont Lozère sont datés d'environ 300 millions d'années ;
- les roches du Mésozoïque qui recouvrent les contreforts des massifs schisteux et granitiques :
  - les roches calcaires, dolomies et grès…

Le tout est limité au sud-est par la fameuse faille des Cévennes, qui n'est plus active aujourd'hui. Elle a beaucoup fonctionné par le passé, notamment en décrochement sénestre pour accommoder la déformation pyrénéenne mais aussi en faille normale pour ouvrir le fossé d'Alès (Paléogène).

### Climat
Le climat des Cévennes est méditerranéen et progressivement montagnard en fonction de l'altitude. Il se caractérise par de fortes précipitations aux équinoxes et une sécheresse estivale importante. Le gradient des précipitations annuelles est très fort depuis Alès (1 100 mm environ) jusqu'au mont Lozère (plus de 2 000 mm) soit près de 1 000 mm en une trentaine de kilomètres.
Les Cévennes sont le théâtre des épisodes cévenols : ce sont des pluies diluviennes accompagnées d'orages très localisés et concentrées sur quelques heures, voire quelques jours. Elles sont principalement dues à la rencontre entre l'air froid venant de l'Atlantique remontant sur les sommets des Cévennes et l'air chaud venu de la Méditerranée.
En raison de leur soudaineté, de leur violence et de la géographie locale, ces épisodes conduisent souvent à des inondations parfois dramatiques (1890, 1907, 1958, 2002…).

### Hydrographie
Le parc national est à cheval entre deux grands bassins versants (ou « bassins hydrographiques ») : le bassin de la Garonne côté atlantique et les bassins du Rhône et de plusieurs petits fleuves côté méditerranéen. La ligne de partage des eaux forme un axe approximatif d'orientation sud-ouest / nord-est.
Les principaux cours d'eau sont la Cèze, le Gardon, l'Hérault et le Chassezac pour le bassin méditerranéen et le Lot, le Tarn, la Jonte et la Dourbie pour le versant atlantique.
Le réseau hydrographique qui parcourt le parc est caractérisé par sa longueur, la densité des affluents et l'hétérogénéité de leur répartition. Là où les causses karstiques à l'ouest présentent un réseau superficiel rare et sinueux, les massifs métamorphiques et granitiques au centre et dans les Cévennes méditerranéennes accueillent un réseau dense. La longueur totale des cours d'eau de la zone centrale est estimée à 300 km, contre environ 1 000 km, soit une densité de 0,3 km de réseau par km2 en moyenne.
| Versant méditerranéen | Borne, Chassezac, Clarou, Altier, Paillère, Cèze, Ganière, Homol, Luech, Gardon d'Alès, Galeizon, Gardon de Saint-Germain-de-Calberte, Gardon de Saint-Martin-de-Lansuscle, Gardon de Sainte-Croix, Gardon de Mialet, Gardon de Saint-André-de-Valborgne, Borgne, Gardon de Saint-Jean-du-Gard, Hérault, Salindrenque, Arre, Vidourle, Rieutord, Arboux, Souls, Bavezon, Vis |
| Versant atlantique    | Lot, Nize, Bramont, Tarn, Rûnes, Mimente, Malzac, Sistre, Briançon, Tarnon, Fraissinet, Jonte, Brèze, Béthuzon, Bonheur, Trèvezel, Dourbie |

### Répartitions départementale
|                                      | Lozère       | Gard         | Ardèche   | Total         |
| ------------------------------------ | ------------ | ------------ | --------- | ------------- |
| Cœur                                 | 76 981 82 %  | 16 671 18 %  | 0 0 %     | 93 652 100 %  |
| Aire d'adhésion                      | 65 702 38 %  | 101 585 58 % | 7 410 4 % | 174 697 100 % |
| Espace parc (cœur + aire d'adhésion) | 142 684 53 % | 118 256 44 % | 7 410 3 % | 268 350 100 % |

## Populations et activités socio-économiques

### Population
Seul parc national de France métropolitaine dont le cœur accueille des résidents permanents, le parc national des Cévennes comptait au 1er janvier 2017 une population de 71 290 habitants permanents. La densité de population sur l'ensemble du parc (2 973 km2) est donc de 24 hab/km2. Pour ce qui est du cœur (938 km2), la population est d'environ 600 habitants permanents[réf. souhaitée] soit une densité de 0,64 hab/km2.

### Chasse
Autre caractéristique du parc national des Cévennes le différenciant des autres parcs nationaux, la pratique de la chasse y est maintenue y compris dans le cœur du parc, avec cependant une réglementation différente du droit général de la chasse en France. Pour cette raison, le parc national des Cévennes est classé en catégorie V des aires protégées de l'UICN, la même que les parcs naturels régionaux, tandis que les autres parcs nationaux de France appartiennent à la catégorie II.
En 2010, la loi Grenelle ll (Article 143) a complété l'article 31 de la loi de 2006 sur les parcs en précisant que les personnes ayant autorisation de chasser dans le parc « doivent en outre adhérer à l'association cynégétique prévue par le décret de création, à l’exception des personnes autorisées à chasser sur un territoire de chasse aménagé prévu par le même décret ; le statut et le règlement intérieur de l’association cynégétique sont approuvés par l'établissement public du parc national des Cévennes ».

### Agriculture et pastoralisme
Une des priorités de l'établissement du parc national, est de favoriser une agriculture qui soit à la fois dynamique, productive, respectueuse de l’environnement et gestionnaire des paysages et de la biodiversité.
L'agropastoralisme est la principale garantie de la conservation et de l’entretien des paysages remarquables, inscrits au patrimoine mondial de l’humanité, et de la biodiversité exceptionnelle (50 % du patrimoine faune/flore français) du Parc national des Cévennes, issue d'un équilibre subtil entre milieux forestiers et milieux ouverts.
Les agriculteurs sont encouragés à adopter des pratiques agricoles vertueuses du point de vue environnemental notamment par les mesures agri-environnementales et climatiques (MAEC), dispositif de subventions Europe/État auquel l’établissement public contribue en tant qu’opérateur sur le territoire du Parc national.
L’agro-écologie et l’agriculture biologique sont favorisées. L’approche globale de l’agro-écologie permet d’améliorer la qualité environnementale des pratiques agricoles et de reconnaître l’importance de l’agriculteur qui les met en œuvre. L’ensemble des principes de l’agriculture biologique en fait partie. L’agro-écologie invite également à utiliser des variétés adaptées localement, à raisonner l’emploi de l’eau, à limiter l’érosion des sols et les pollutions d’origine agricole, tout en valorisant les savoir-faire locaux.
L’établissement public aide les agriculteurs à valoriser leurs produits avec la marque "Esprit parc national" en cours de déploiement dans le Parc national.
La charte du Parc national affirme aussi la volonté du territoire d'être accueillant pour l’abeille domestique, qui joue un rôle essentiel de pollinisation. L’établissement public met en œuvre, avec la profession apicole, un appui technique auprès des apiculteurs professionnels et amateurs du territoire (cofinancement d’une thèse de doctorat sur l’abeille noire, journée apicole annuelle, contrats patrimoine pour la restauration de ruchers-troncs, installation d’un rucher-école…).

#### Le bilan et l’avenir
Si, après quarante ans d’actions, entre 1970 et 2010, le bilan a montré que la politique agricole du parc a été déterminante pour l’installation, le maintien et la diversification de nombreuses exploitations et qu’elle a eu un impact largement positif, notamment sur la déprise agricole en cœur, la profession agricole reste fragile à maints égards.

### Tourisme
Depuis sa création, l’établissement public du Parc national soutient le développement d’un tourisme durable sur le territoire. C'est certainement dans ce domaine où aujourd'hui, les résultats du parc sont les plus spectaculaires. Entre 1980 et 1995, il a connu un doublement de sa fréquentation touristique tous les 6 ans. Depuis l'an 2000, on peut évaluer cette dernière à près d'un million de personnes par an. 25 % d'entre elles viennent en Cévennes spécialement pour visiter le parc national, avec une durée moyenne de séjour de 8 jours.
Aujourd’hui, il construit et promeut, avec les professionnels du secteur, une destination touristique Parc national des Cévennes fondée sur les principes de l’écotourisme. Il s'appuie sur les volets 1, 2 et 3 de la charte européenne du tourisme durable.
La marque "Esprit parc national" valorise des produits conçus et proposés par des acteurs du territoire qui partagent les valeurs des parcs nationaux. C’est un outil au service de la destination Parc national des Cévennes.
Les flux économiques produits par la clientèle spécifiquement « Parc », induisent aujourd'hui près de 3 000 emplois permanents, essentiellement dans les services (30 % des emplois du secteur tertiaire de la zone d'adhésion du Parc), mais aussi dans l'agro-tourisme.

#### Le chemin de Stevenson

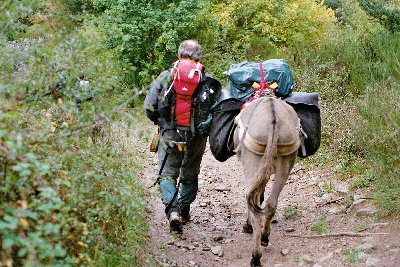
Randonneur avec un âne sur le chemin de Stevenson GR70

#### Le belvédère des vautours
Les vautours volent en totale liberté dans le parc national des Cévennes.
Pour se reproduire, ils nidifient volontiers dans l'aval des gorges de la Jonte. C'est ici, près du Rozier, que le parc national des Cévennes a participé à la réalisation d'un équipement « Maison des vautours » qui permet de les observer en direct et qui raconte l'histoire de cette réintroduction réussie, menée depuis 1980 par le parc, avec le concours de la Ligue pour la protection des oiseaux.
Depuis un belvédère situé dans un site grandiose, il est possible de contempler leurs évolutions, puis en visitant l'exposition associée, de mieux comprendre la biologie des trois espèces de vautours présentes dans les gorges : le vautour fauve, le vautour moine et le vautour percnoptère.

### Sylviculture
Couvrant plus de 70 % de la surface du territoire, la forêt contribue fortement au caractère du Parc national. En fonction de sa situation, son histoire, sa maturité et sa composition, elle revêt de multiples visages et abrite une biodiversité exceptionnelle.
Les forêts anciennes, et parmi elles les forêts matures, accueillent une grande diversité d’animaux et de plantes bien spécifiques, insectes, lichens et mousses notamment. Les forêts issues de plantations, comme celles de la fin du XIXe siècle, commencent à se diversifier à la fois en structure et en essences. Les taillis de châtaignier provenant des anciens vergers sont emblématiques des paysages des Cévennes.
Pour les forêts du cœur du Parc national, l'objectif fixé par la charte est de conforter et développer leur caractère naturel. Cela équivaut à favoriser l'augmentation des essences autochtones et le recours à la régénération naturelle, le développement de structures de peuplement plus hétérogènes, l'allongement des cycles sylviculturaux et la présence de stades de maturité comme les très gros bois et les bois morts.
La priorité de l'établissement public est donc d'accompagner les propriétaires et les gestionnaires forestiers pour leur permettre d'intégrer les enjeux environnementaux et paysagers et de mettre en œuvre une gestion durable.

## Histoire

### Le protestantisme et les Cévennes

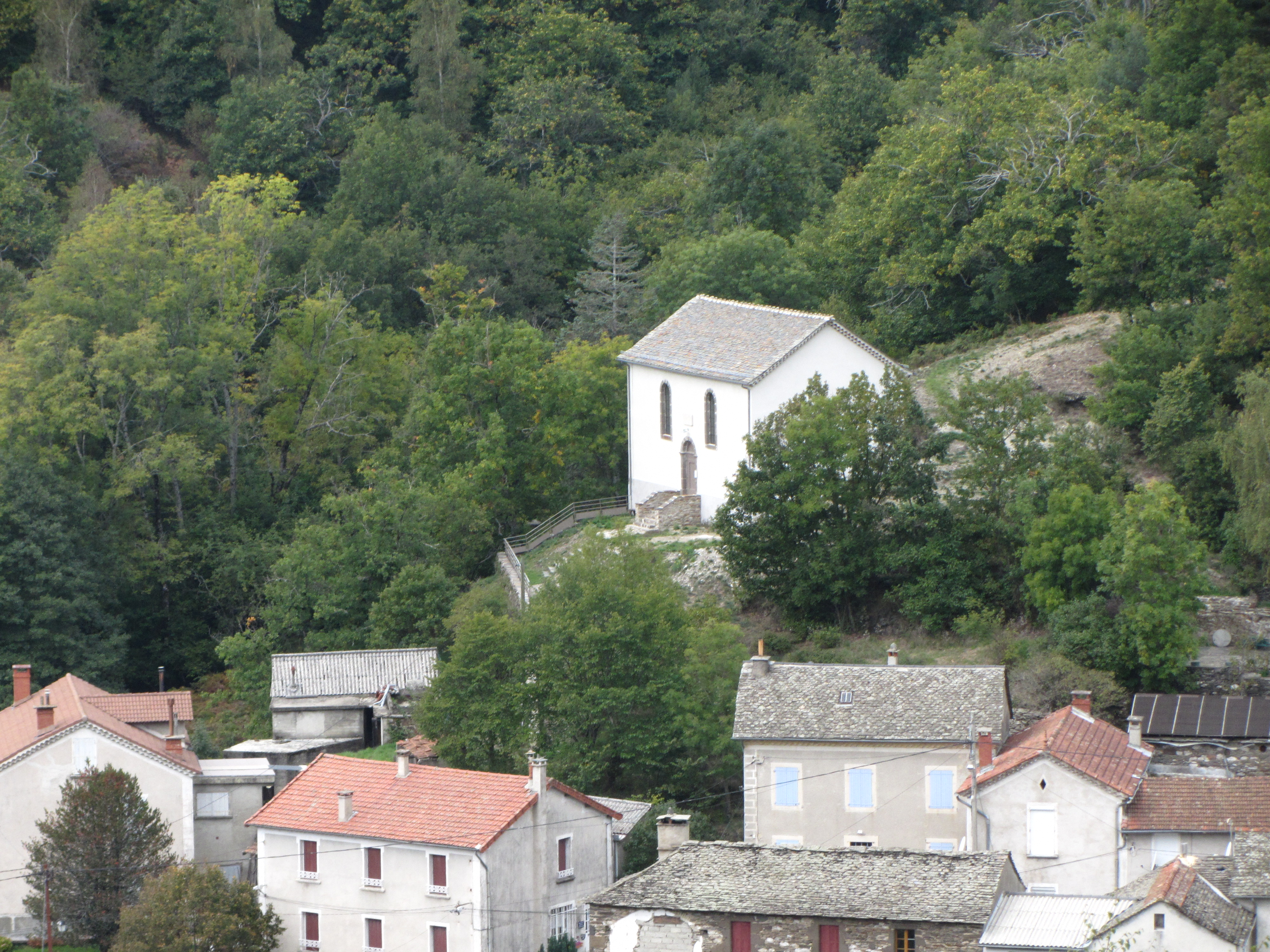
Le temple du Rouve Bas (Saint-André-de-Lancize, Lozère, France) : aujourd'hui désacralisé et entièrement rénové par la commune, il abrite un lieu de mémoire consacré à l'insurrection des Camisards dans le massif du Bougès (Cévennes).

Lieu d'une identité culturelle forte, le pays des Cévennes fut le berceau de l'insurrection des Camisards lors de la révocation de l'édit de Nantes, et le théâtre de la persécution qui suivit contre le protestantisme. De nombreux témoignages de la guerre des Camisards en Cévennes jalonnent les villes et villages du parc national. Une exposition permanente est consacrée à la mémoire des Camisards au lieu-dit le Rouve Bas sur la commune de Saint-André-de-Lancize.
Près d'Anduze, le musée du Désert perpétue l'histoire des luttes de la région et du protestantisme français.

### Les origines du parc

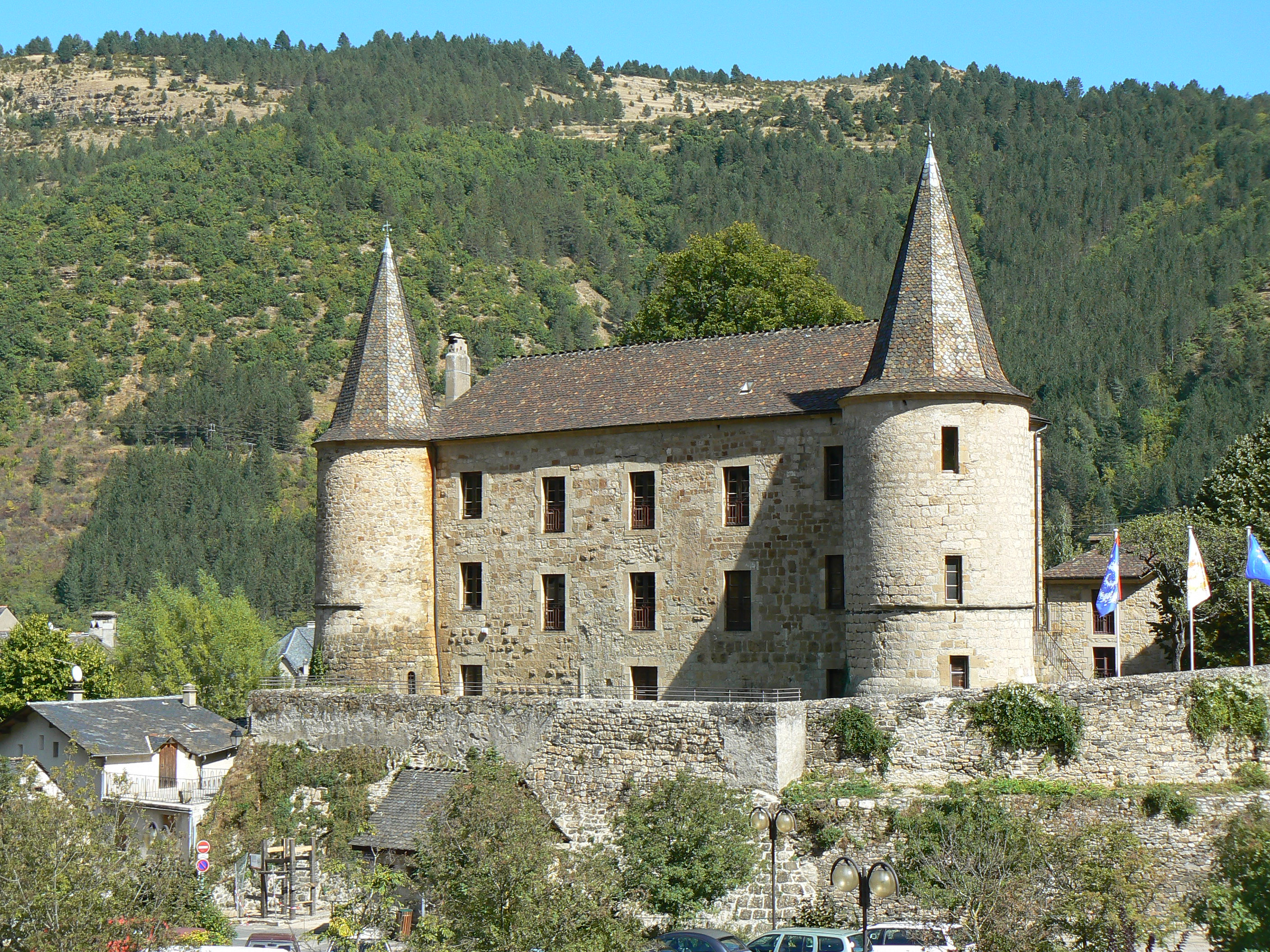
Le château de Florac, siège du parc.

Les patrimoines naturels et culturels des Cévennes sont connus au moins depuis le XIXe siècle, grâce à des auteurs comme l’Écossais Robert Louis Stevenson qui participent à la notoriété de la région, grâce à la publication de son ouvrage Voyage avec un âne dans les Cévennes en 1879, récit de son voyage de 12 jours et 195 km à travers la Lozère.
En 1913, le spéléologue Édouard-Alfred Martel, un des pères de la spéléologie moderne publie un article dans la revue Montagne, où il propose de classer en parc national une zone comprenant les gorges de la Borne en Ardèche et une grande partie des causses Noir et Méjean. Le Club cévenol et d'autres associations constituées à la fin du XIXe siècle réclamèrent également la création d'un parc national afin de préserver le patrimoine de la région. Face à l'exode rural massif que connaît la région, le conseil général de la Lozère relancera cette idée après la Seconde Guerre mondiale en 1956.
En 1957, l'« Association du Parc National Culturel des Cévennes » est créée de la fusion de deux groupes porteurs du projet de création du Parc national : l'« association du Parc Cévennes-Lozère » créée en 1953 et animée par maître Bieau, avoué à Florac puis à Mende ; et la « Confrérie des Amis des Sources » créée en 1955 par deux notables locaux, les docteurs Pellet et Richard.
Lors de la rédaction du projet de loi sur les parcs nationaux français de 1960, l'association du Parc national culturel des Cévennes joue le rôle d'un groupe de pression afin de s'assurer que les spécificités du territoire des Cévennes seront prises en compte ; alors que les autres parcs nationaux n'ont pas de population permanente résidente en zone centrale, l'association tient à s'assurer que le projet de création du parc ne nuira pas aux résidents permanents de la future zone centrale du parc des Cévennes.
Après avoir défendu le projet de parc auprès des décideurs nationaux et présenté aux habitants locaux les bénéfices retirés d'une structure telle qu'un parc national pour lutter contre le dépeuplement des Cévennes, le Conseil national de la protection de la nature émet un avis favorable à la création du parc national des Cévennes le 7 novembre 1962.
Le parc national des Cévennes est officiellement créé par le décret n° 70-777 du 2 septembre 1970. C'est le quatrième parc national à voir le jour depuis la loi de 1960 instituant les parcs nationaux en France, après celui de la Vanoise, le parc national de Port-Cros et le parc national des Pyrénées-Occidentales.

### 1985: Réserve de biosphère de l'UNESCO
Les réserves de biosphère sont des lieux désignés par l'Unesco pour expérimenter et illustrer des pratiques de développement durable à l’échelle régionale, en conciliant le développement social et économique des populations avec la conservation de la diversité biologique et plus largement la protection de l'environnement, dans le respect des valeurs culturelles.
La réserve de biosphère des Cévennes est la quatrième française créée en 1985. Confirmé en 1998, le statut de Réserve de biosphère de l'Unesco a été attribué à nouveau en 2019 au Parc national des Cévennes pour une période de 10 ans. Le renouvellement du statut en 2029 est subordonné à l'acceptation d'un rapport décennal sur les actions menées pendant la période précédente. Ces actions consistent notamment en la mise en œuvre des Objectifs de développement durable (ODD) pour lesquels les Nations unies se sont engagées.
La réserve de biosphère des Cévennes s'étend sur 297 000 ha avec 120 communes réparties sur les départements de l'Ardèche, du Gard et de la Lozère. Elle protège la biodiversité du site avec 2 400 espèces animales, 2 300 espèces de plantes ainsi que les traces d’une histoire millénaire (dolmens et menhirs, châteaux médiévaux, églises romanes, hauts lieux camisards…).

### Les tensions et les oppositions au parc
Dès avant la création du parc national, les opposants à ce projet ont voulu faire entendre leurs voix. Les arguments avancés par l'association « Terre cévenole », créée en 1967, sont la crainte de voir les droits et propriétés privées amenuisés par la structure du parc national. La mise en place d'un parc national conduirait à déposséder les collectivités locales d'une partie de leur pouvoir. Selon Terres cévenoles, créer un parc national en Cévennes est inutile pour régler les problèmes socio-économiques locaux, tels que la déprise rurale, le chômage et la dépopulation des villages.
La mission d'étude pour la création du parc créée en 1967 par le gouvernement, trop éloignée des réalités du pays Cévenol, prendra le parti d'adapter le projet de parc au texte de loi des parcs nationaux, plutôt que de reconnaître les caractères originaux des Cévennes. Une brochure d'information éditée par la mission d'étude provoquera de vives réactions parmi les habitants concernés par le projet de parc. À propos de la population du parc, estimée alors à 450 habitants, fait l'objet de ces commentaires dans la brochure :
« Ce chiffre est d'autant plus insignifiant que la moyenne d'âge varie entre 65 et 80 ans. […] Aussi bien la vie agricole traditionnelle, si noble et attachante, est-elle condamnée à l'intérieur de la zone parc. »
Lors des consultations publiques, les collectivités locales qui seront situées en zone périphérique s'expriment majoritairement en faveur du projet. Le résultat est en revanche bien moins partagé pour les communes dont le territoire est situé sur ce qui formera la zone centrale. En Lozère, 22 collectivités s'expriment pour le projet de parc, contre 17 votes défavorables, et dans le Gard, 5 collectivités sont pour, et 7 s'y opposent.
En 1969, Terre cévenole adressa un pamphlet contre l'organisation du parc national des Cévennes, alors en cours de création, au Conseil national de la protection de la nature, qui en débattra et répondra lors de la session du 18 novembre 1969.
On doit au sous-préfet de Florac Georges Mazerot (1967-1970) les contrats Mazerot, conventions permettant de rémunérer des agriculteurs pour l'entretien de l'environnement : murets, terrasses, canaux d'irrigation ; résultat d'un compromis entre l’État et les habitants du Parc pour éviter son dépeuplement, et qui a amené un mode de gestion bien différent de celle des autres parcs nationaux,,.

### 2018: Réserve de ciel étoilé (IDSA)
Après le site du Pic du Midi de Bigorre (parc national des Pyrénées) et à la suite du dépôt de sa candidature en 2016, le Parc national des Cévennes obtient le 13 août 2018, le label de Réserve de ciel étoilé décerné par l'Association internationale Dark Sky et devient ainsi la plus grande d'Europe.

## Gestion et administration

### L'établissement public «Parc national des Cévennes»
Le parc national des Cévennes est géré par un établissement public, placé sous la tutelle du ministère français de l'Environnement.
La gestion du parc est assurée par un conseil d'administration, qui est composé de 52 membres : 7 représentants de l’État, 23 représentants des collectivités territoriales (conseil régional, conseil départemental, communes) et de leurs groupements, 21 personnalités qualifiées et 1 représentant du personnel de l'établissement.
Son président est Henri Couderc (maire de Cans-et-Cévennes et président de la communauté de communes Gorges-Causses-Cévennes), le premier vice-président est Roland Canayer, maire de Molières-Cavaillac et président de la communauté de communes du Pays viganais et le 2e vice-président est Jean-Pierre Allier, 1er vice-président de la communauté de communes des Cévennes au Mont Lozère.
Le conseil d'administration est aidé dans sa tâche par un bureau, un conseil scientifique, un conseil économique, social et culturel et par différentes commissions spécialisées (patrimoine culturel, EEDD-sensibilisation, biodiversité, tourisme, agriculture, forêt, architecture-urbanisme-paysage, chasse).
La directrice de l'établissement met en œuvre les décisions du conseil d'administration et anime une équipe répartie moitié-moitié entre le siège à Florac et les 4 massifs (Aigoual, Causses-Gorges, Mont-Lozère et Vallées cévenoles). En janvier 2016, l'établissement public comptait 78 postes.

### Jumelage inter-parcs
Le parc national des Cévennes est jumelé avec deux parcs nationaux :
- Parc national du Fjord-du-Saguenay (Québec) depuis le 5 juillet 1984
- Réserve de biosphère de Montseny (Catalogne) depuis le 25 novembre 1987 (au massif du Montseny ; article en espagnol : Parque natural del Montseny, marqué par sa forêt de chêne vert[31])

#### Parc national du Fjord-du-Saguenay

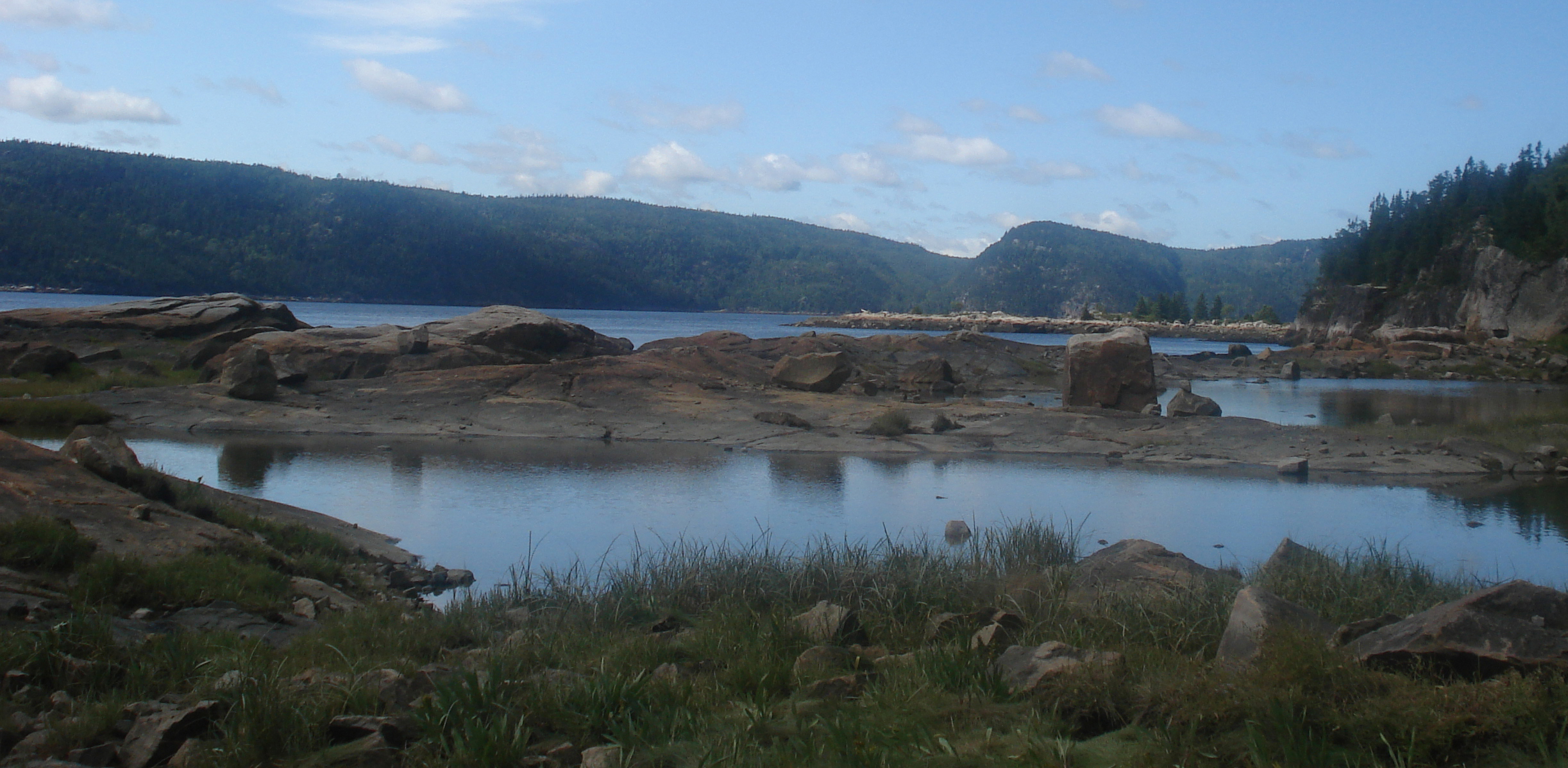
Crique dans le Fjord du Saguenay, parc national du Fjord-du-Saguenay, Québec.

Le parc national québécois du Fjord-du-Saguenay, situé près de la ville du même nom, dans la région de Saguenay–Lac-Saint-Jean au Québec, est jumelé depuis le 5 juillet 1984 au parc national des Cévennes. Le projet de jumelage commença à s'organiser à la suite d'une visite en France de représentants Québécois.
Le jumelage a été officialisé lors de la visite d'une délégation française menée par Huguette Bouchardeau, ministre de l'Environnement pour la France, au parc du Saguenay, accueillie par Guy Chevrette, ministre du Loisir, de la Chasse et de la Pêche. Des échanges entre parcs ont lieu régulièrement, entre les personnels des deux parcs, entre écoles, etc.
Pour le bicentenaire de la Révolution française, le gouvernement du Québec a nommé trois caps selon la devise française, soit les caps Liberté, Égalité et Fraternité. Ces trois caps sont situés sur la rive nord en face du secteur de Baie-Éternité.

### Autres zones protégées dans le parc
Classé réserve naturelle en 1989 et reclassée en 2006, le site de Combe-Chaude situé au sud-ouest du massif des Cévennes sur le territoire de Sumène, comporte 56 ha dont une partie des montagnes calcaires des gorges du Rieutord. Son paysage est fait de vallées encaissées, d'escarpements rocheux, de zones d’éboulis, de falaises et de corniches avec de nombreuses grottes.

## Milieu naturel

### Faune
La faune du Parc national est extrêmement diversifiée. Plus de 2 400 espèces ont été répertoriées. On y trouve des espèces aussi bien méditerranéennes que continentales ou alpines ; forestières, steppiques, rupestres ou liées aux milieux humides.

#### Plus de 2 400 espèces animales
On compte 70 espèces de mammifères (sur 135 en France), 195 espèces d’oiseaux (dont 135 nicheuses), 16 espèces d’amphibiens, 15 espèces de reptiles, 23 espèces de poissons et plus de 2 000 espèces d’invertébrés (dont 1 824 d’insectes).

#### Des animaux d’une grande valeur patrimoniale
En se fondant sur la nomenclature de l’Union internationale pour la conservation de la nature (UICN), on dénombre 42 espèces strictement menacées (dont 11 en danger et 31 vulnérables), 18 espèces rares, 14 espèces au statut indéterminé, et 20 espèces à surveiller.
Le Parc national abrite aussi des espèces d’intérêt communautaire. 103 sont concernées par la directive européenne « Habitats » - dont 2 sont des espèces prioritaires, la rosalie alpine et l’osmoderme érémite – et 48 par la directive « Oiseaux » - dont une prioritaire, le vautour moine. Enfin, 229 des espèces présentes sont totalement protégées par le Code de l’environnement français.

#### Une avifaune spectaculaire
L’avifaune du Parc national est particulièrement riche. On dénombre 195 espèces dont 135 nicheuses. Parmi ces espèces, 137 jouissent d’une protection nationale et 31 relèvent de la directive européenne « Oiseaux ». Cette richesse exceptionnelle a valu le classement du cœur du parc en zone de protection spéciale (ZPS).
C’est notamment le cas des rapaces avec plus d’une vingtaine d’espèces de rapaces diurnes et sept de rapaces nocturnes (circaète Jean-le-Blanc, aigle royal, faucon pèlerin, hibou grand-duc…).

#### Des réintroductions réussies
Les différentes actions de gestion en faveur de la faune et, plus récemment, les réintroductions menées avec succès par le Parc national ont permis de favoriser ou d’assurer le retour de quelques espèces disparues, comme les vautours fauves, les vautours moines et des ongulés de grande taille (cerf, chevreuil, mouflon…).

#### Des espèces disparaissent, d’autres s’installent
L’homme cependant ne maîtrise pas tout. Avec la disparition de l’outarde canepetière et de la perdrix grise, coïncide le retour de la loutre d’Europe et de la chouette de Tengmalm, pour ne citer que ces quelques exemples.
L’élément le plus marquant de ces dernières décennies concerne les mammifères avec l'augmentation inquiétante des populations de sanglier en Cévennes et le retour spontané de carnivores comme la loutre ou le loup.
En octobre 2021, un raton laveur a été observé pour la première fois dans le parc, il a été aperçu près de la commune d'Ispagnac.

#### Le retour des vautours
Après une éclipse d’une cinquantaine d’années, les vautours fauve, moine, percnoptère et le gypaète barbu animent à nouveau le ciel du Parc national des Cévennes. Ceci est dû en grande partie à des réintroductions réussies menées par la Ligue pour la protection des oiseaux et le Parc national des Cévennes.
Réintroduit en 1981, le vautour fauve s'est particulièrement bien adapté. 443 couples nichaient en 2015 dans les gorges du Tarn et de la Jonte.
Le vautour moine a également fait l’objet d’une réintroduction en 1992 dans les Grands Causses. On dénombre aujourd’hui une vingtaine de couples reproducteurs.
Le vautour percnoptère est pour sa part revenu naturellement nicher dans la région à la faveur de la présence des autres vautours. On a recensé 3 couples reproducteurs en 2015.
La réintroduction du gypaète barbu est elle, en cours depuis 2012. Dix-neuf jeunes individus, mâles et femelles, ont été lâchés dans le ciel des Grands Causses mais seulement 11 ont survécu à ce jour (2019).

#### Le retour des loups
Présents depuis 1992 dans les Alpes, la population de loups se développe en France. En 2012, les premières attaques de troupeaux ovins par des loups ont été constatés. Quelques passages épisodiques de loups ont été observés avant 2012, mais c'est à partir de cette année-là que le loup s'est implanté durablement.

### Flore
Plus de 2 250 espèces de plantes à fleurs ont été recensées dans le Parc national, ce qui représente 40 % de la flore française, sur seulement 0,5 % de la surface du territoire national.